# Ekarn
Ekarn är en sjö i Sala kommun i Västmanland och ingår i Norrströms huvudavrinningsområde. Sjöns area är 0,028 kvadratkilometer och den är belägen 95 meter över havet.